# Kundenfernsehen
Unter Kundenfernsehen (auch Kunden-TV oder Customer TV) versteht man ein Fernsehprogramm, das im Rahmen des Business TV für den Endkunden gedacht ist.
Es wird eingesetzt, um die Kunden schnell und umfassend zu informieren und/oder zu unterhalten.
Während das Business-TV in der Regel unter das Teledienstegesetz des Bundes fällt, soll das Customer-TV wegen des Allgemeinbezuges und des regelmäßigen Bereitstellens von Werbung nach dem Rundfunkstaatsvertrag (RStV) oder dem Mediendienstestaatsvertrag (MDStV) der Länder zu beurteilen sein.